# Varso
Varso es un rascacielos construido por el promotor inmobiliario HB Reavis en Varsovia, Polonia. Se trata del edificio más alto de Polonia y de la Unión Europea, con 310 metros. Aunque este tiene una aguja de 80 metros, por lo que la altura del edificio es de 230 metros hasta la azotea. 
Fue coronado en 2021 y finalizado en 2022. Se estima la apertura de una zona de observación en la azotea en 2024.
La torre estará acompañada por dos edificios más bajos, uno de 81 metros de altura y el otro de 103.

## Diseño y construcción
El complejo está ubicado en el distrito de Wola, en una parcela de 1,72 hectáreas situada en la esquina de la calle Chmielna y la avenida Juan Pablo II, comprada en 2011 por la empresa eslovaca HB Reavis a PKP por aproximadamente 171 millones de złoty. El costo estimado de la construcción es de alrededor de 500 millones de euros. 
Inicialmente, el proyecto se llamó Centro de Negocios Chmielna y luego se cambió a Varso, en referencia al nombre en latín de la ciudad, Varsovia.